# اختفاء (صاحب العمل)
غوستينغ أو الاختفاء (بالإنجليزية: Ghosting)‏ (غوستينغ (Ghosting) أُخذت من كلمة غوست (Ghost)، وتعني شبح) هو الفعل الذي يقوم فيه الشخص بإجراء مقابلة للحصول على وظيفة، ويؤدي إلى الاعتقاد بوجود فرصة للحصول على الوظيفة، ثم لا يتم نقل أي إقرار بالوظيفة التي يتم شغلها إلى الشخص الذي تمت مقابلته.